# トレビニェ

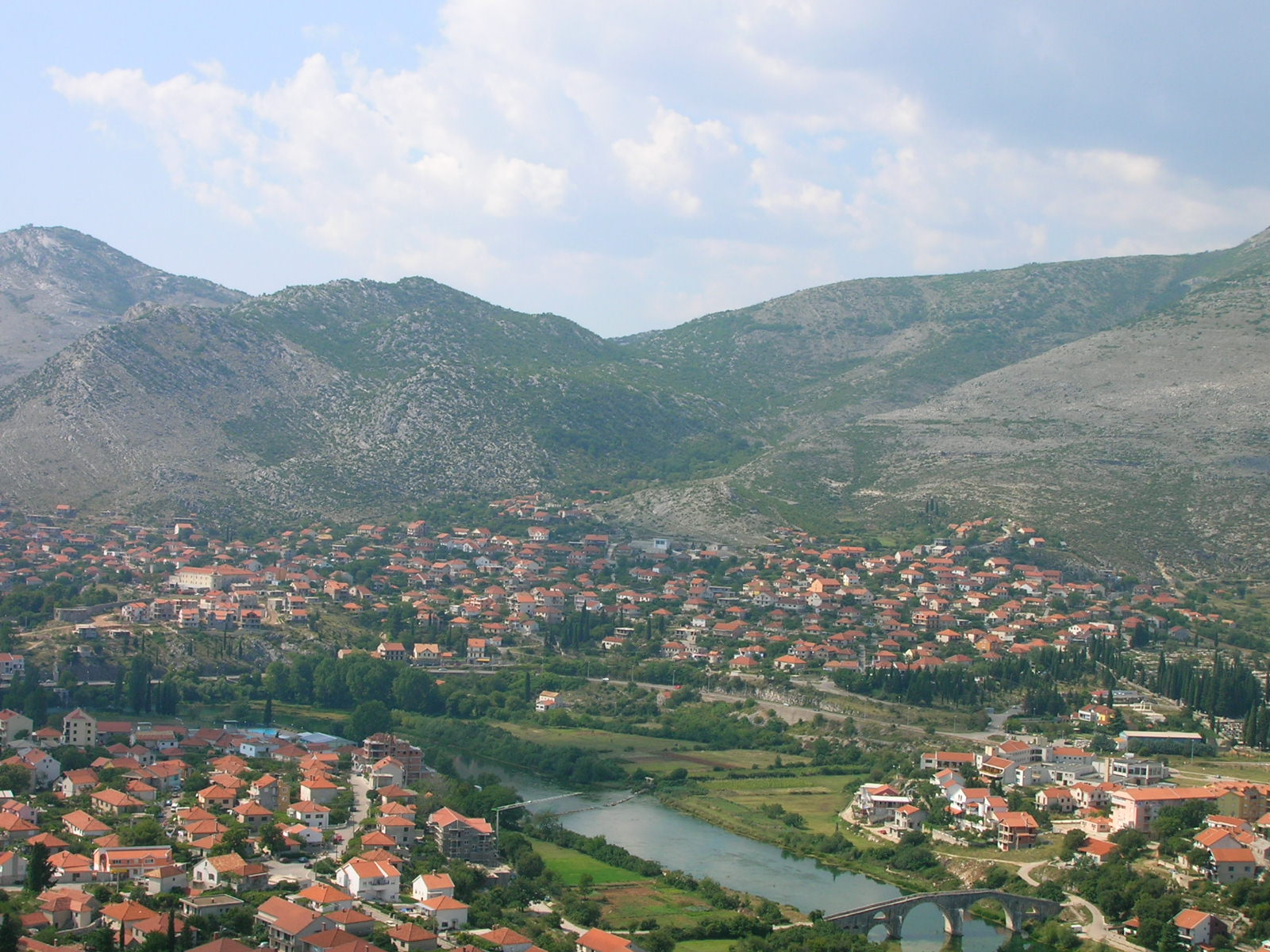
トレビニェの町並み

トレビニェ（セルビア語: Требиње, ボスニア語: Trebinje, クロアチア語: Trebinje）はボスニア・ヘルツェゴビナの都市およびそれを中心とした基礎自治体で、同国を構成する構成体のうちスルプスカ共和国に属する。トレビニェはヘルツェゴヴィナ南東部にあり、アドリア海からは内陸に10数km入った場所に位置する。

## 地勢
トレビニェはトレビシュニツァ川河畔のヘルツェゴビナ南部の町でクロアチアのドゥブロヴニクからは24km離れた場所に位置する。川沿いにはいくつかの製粉所や橋があり、その中にはオスマン期の歴史的なアルスラナギッチ橋も含まれる。トレビシュニツァ川は水力発電に利用され、町の南西部のポポヴォ・ポリェを流れて行く。冬季には洪水を起こし、川はそのままドゥブロヴニク近くでアドリア海に注ぎ込む。トレビニェには15世紀以来の正教の修道院が立地する他、教会や新しい修道院も立地する。ボスニア・ヘルツェゴビナ紛争時、紛争による大規模な被害からは逃れたが、オスマン期のモスクなどの建築物は破壊を受けている。2005年7月からは帰還したボシュニャク人コミュニティにより再建が始められている。

## 歴史
トレビニェの語源はビザンツ帝国期のトラヴニア（Travunia）に由来し、最初にセルビア人によって支配されたビザンツ領でもある。9世紀半ば、セルビア公クネズ・ヴラスティミル（Knez Vlastimir）より都市国家（Župania）としての権利が与えられ、ヴラスティミルの娘婿であるクライナ（Krajina）が領有していた。ラグーサからコンスタンティノープルに至る道を押さえ、1096年にはレーモン4世と十字軍が横切っている。トラヴュニアの名の下、1355年までセルビア帝国の領有下にあった。その後、トレビニェは中世ボスニア王国のﾄヴルトゥコ1世により1373年その支配下に入る。トヴルドシュ修道院（Tvrdoš）は15世紀に遡る。
1482年、ヘルツェゴビナの他の領域と共にオスマン帝国の支配下に入る。旧市街であるカステルはオスマンによって造られ、中世の要塞であるバン・ヴィールが位置しトレビシュニツァ川の西岸に面する。城壁や旧市街の広場、二つのモスクは18世紀にレスルベゴヴィッチ家（Resulbegović）によって造られた。アルスラナギッチ橋（Arslanagić）はもともと16世紀にトレビニェの北5kmのアルスラナギッチ村にソコルル・メフメト・パシャとアルスラナギッチ家によって造られており、ボスニア・ヘルツェゴビナではオスマン期の橋として最も興味をひく橋の一つで大小2つずつの半円形のアーチがある。
1878年から1918年にかけてはオーストリア＝ハンガリー帝国の支配となり、この間丘の上にはいくつかの要塞が築かれ町には駐屯地が置かれた。また、町の近代化も進み町の西側への開発、現在ある主要な通りや、いくつかの広場、公園、新たな学校やタバコ農園などが造られている。トレビニェが力強く成長したのは、1945年から1980年代にかけてのヨシップ・ブロズ・チトーによるユーゴスラビア社会主義連邦共和国の時代であった。水力発電ダムや人造湖、トンネルなどの開発が行われ、工業化が進むとトレビニェの人口は増加した。1992年から1995年にかけて起こったボスニア・ヘルツェゴビナ紛争では、セルビア人勢力や警察部隊によってモスクの多くが破壊されている。ラヴノは紛争以前はトレビニェ基礎自治体に含まれていたが、紛争後はボスニア・ヘルツェゴビナ連邦の自治体となっている。

## 人口動態
| 統計年 | 合計     | セルビア人        | ボシュニャク人   | クロアチア人     | ユーゴスラビア人 | その他          |
| ------ | -------- | ----------------- | ---------------- | ---------------- | ---------------- | --------------- |
| 1991年 | 30,996人 | 21,349人 (68.87%) | 5,571人 (17.97%) | 1,246人 (4.01%)  | 1,642人 (5.29%)  | 1,188人 (3.83%) |
| 1981年 | 30,372人 | 18,123人 (59.67%) | 4,405人 (14.50%) | 2,309人 (7.60%)  | 4,154人 (13.67%) | 1,381人 (4.54%) |
| 1971年 | 29,024人 | 19,362人 (66.71%) | 4,846人 (16.69%) | 3,350人 (11.54%) | 424人 (1.46%)    | 1,042人 (3.60%) |

## 文化

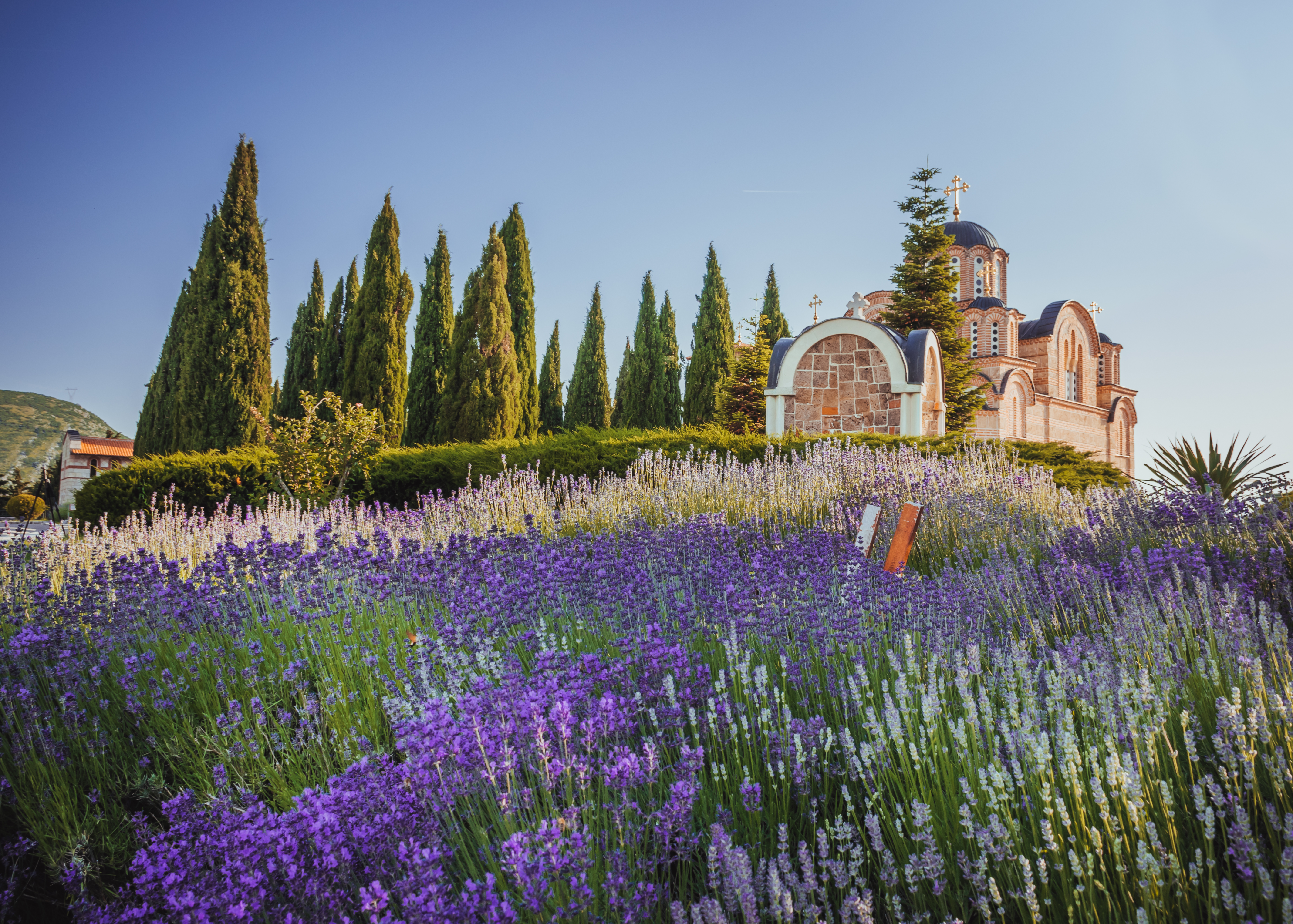
町を見下ろすクルクヴィナ丘に位置するセルビア正教の修道院であるヘルツェゴヴィナ・グラチャニツァ修道院

ヘルツェゴヴィナ・グラチャニツァ修道院は、コソボのグラチャニツァ修道院を模したもので、2000年に完成した。これらの教会は、歴史的なクルクヴィナ丘の上、市街地の上に位置している。

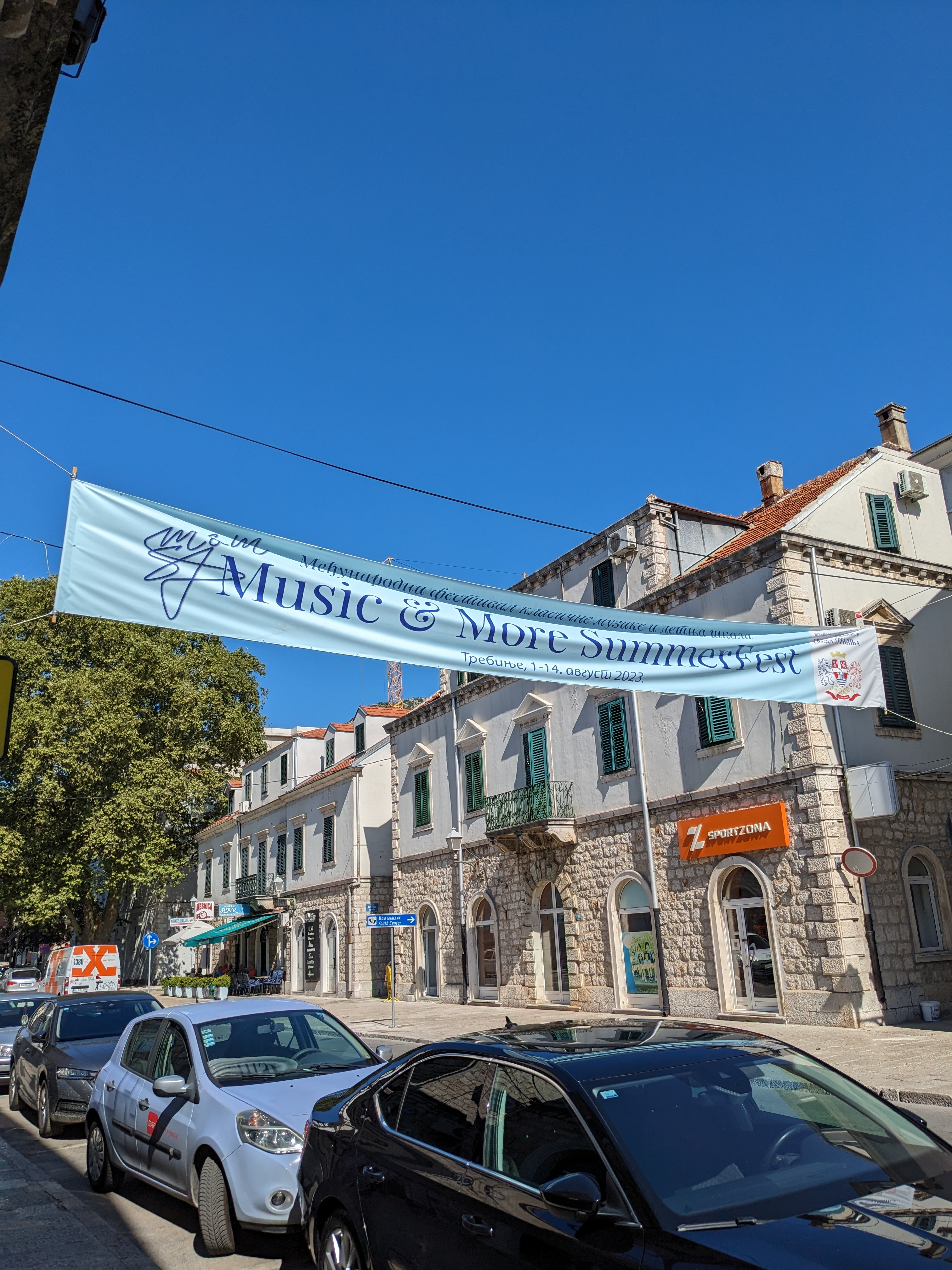
トレビニェの「Kralja Petra I Oslobodioca」通りに吊り下げられた「Music & More SummerFest 2023」の横断幕

毎年8月、約2週間にわたって開催されるMusic & More SummerFest がトレビニェの恒例音楽祭となっている。このイベントでは、コンサートだけでなく、世界的に有名なクラシック音楽家によるアカデミーも開催される。開催場所は、クルクヴィナ円形劇場、KCT カルチャーセンタートレビニェ、地元の音楽学校、ヴィララストヴァ、ヘルツェゴビナ博物館など、さまざまである。

## スポーツ
プレミイェル・リーガに属するサッカークラブチームFKレオタル・トレビニェがトレビニェを本拠地としている。

## 著名出身人物
- ウラジミール・ラドマノビッチ　- プロバスケットボール選手
- ミヤト・ガチノヴィッチ - プロサッカー選手
- アスミル・ベゴヴィッチ - プロサッカー選手
- ナタシャ・ニンコヴィッチ - 女優
- ティヤナ・ボシュコビッチ - バレーボール選手

## ギャラリー

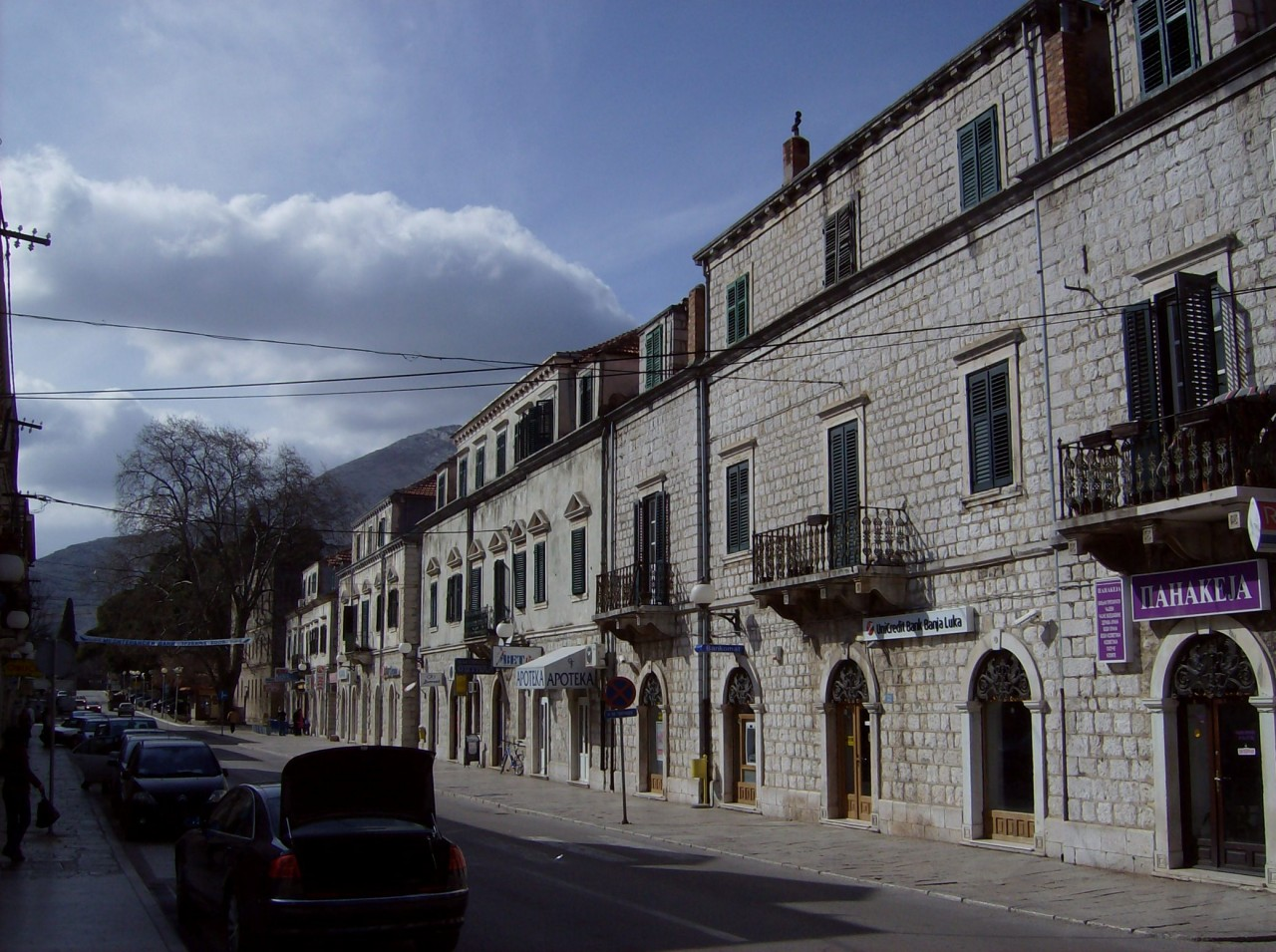
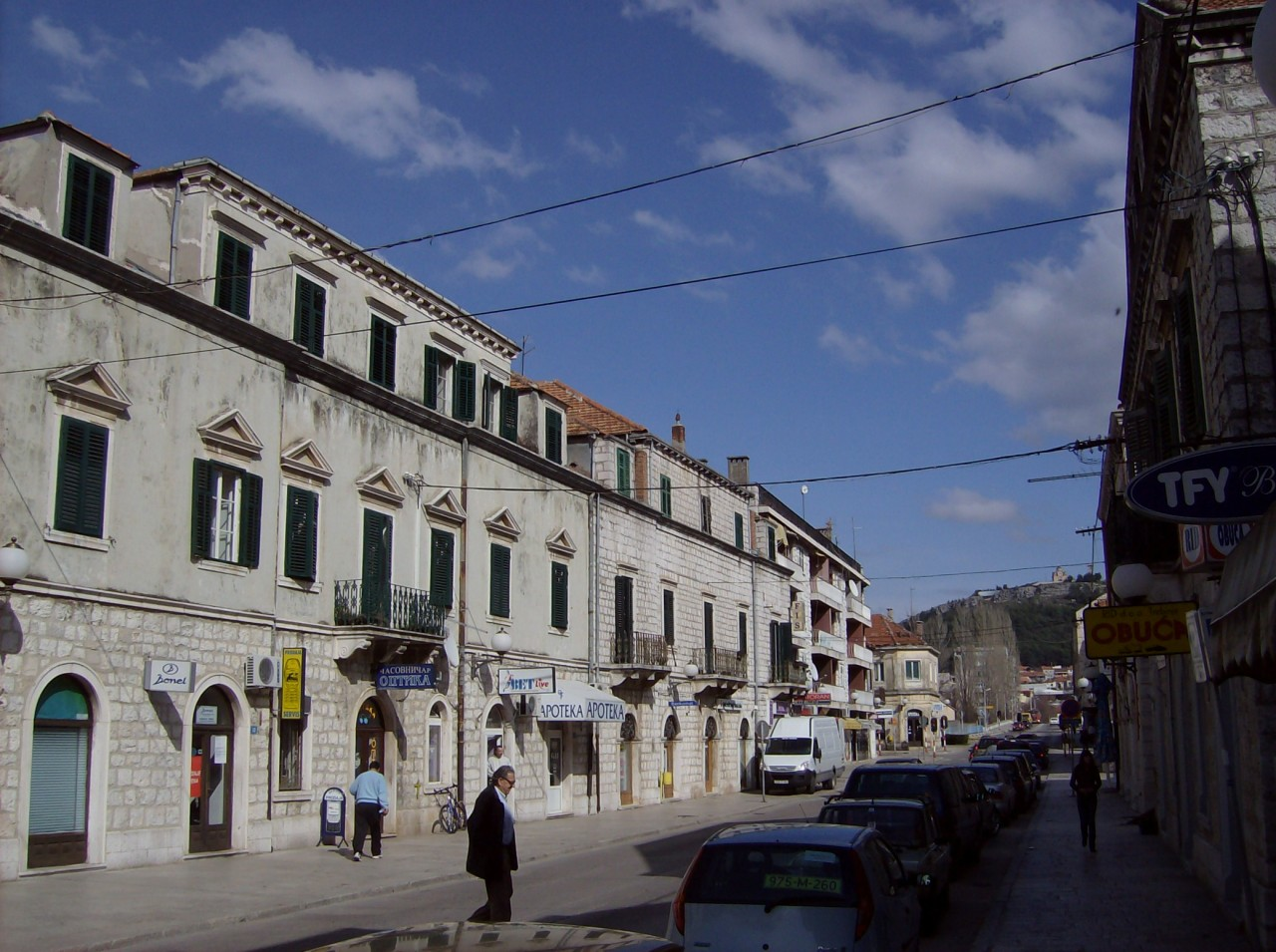
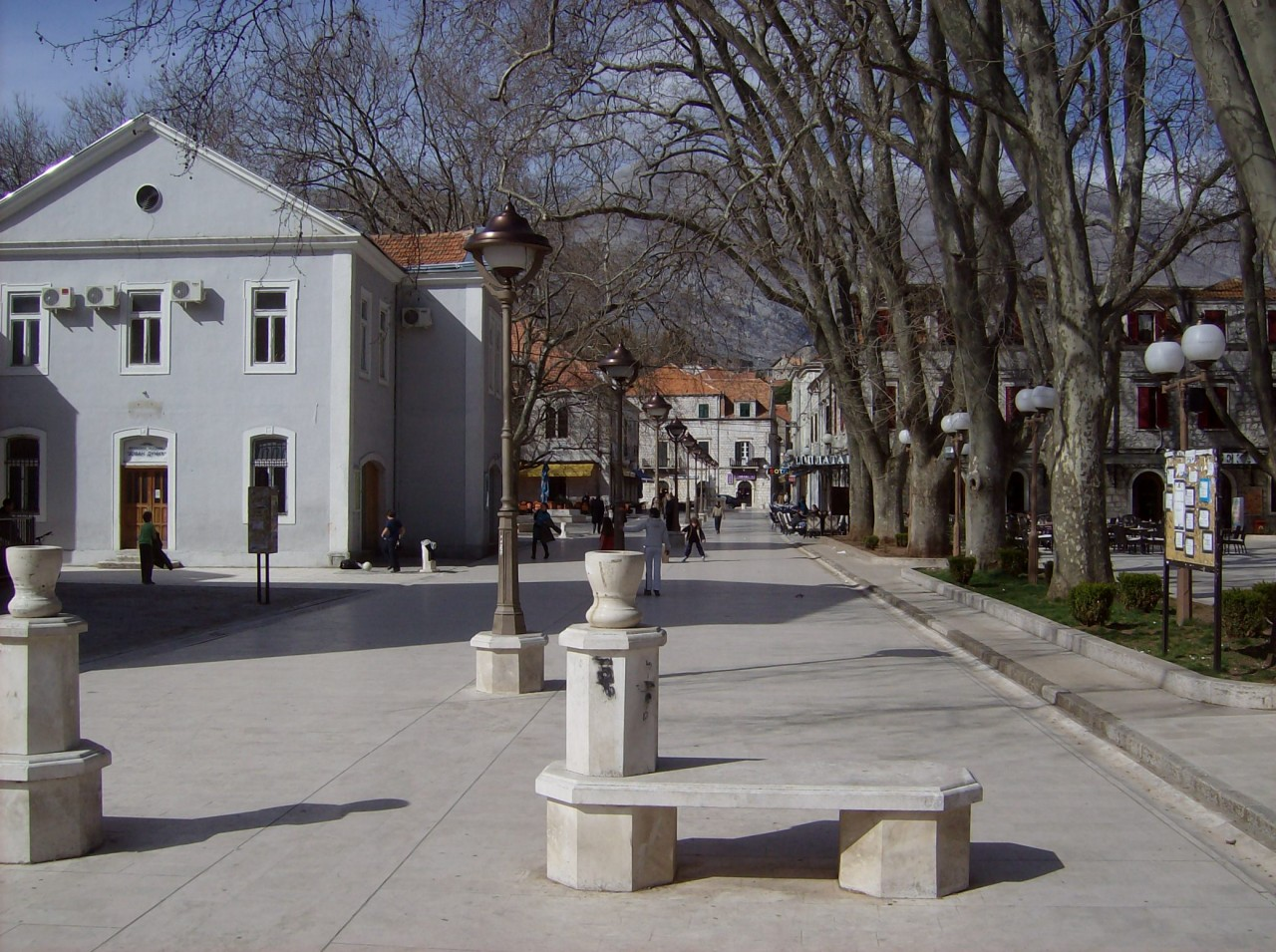
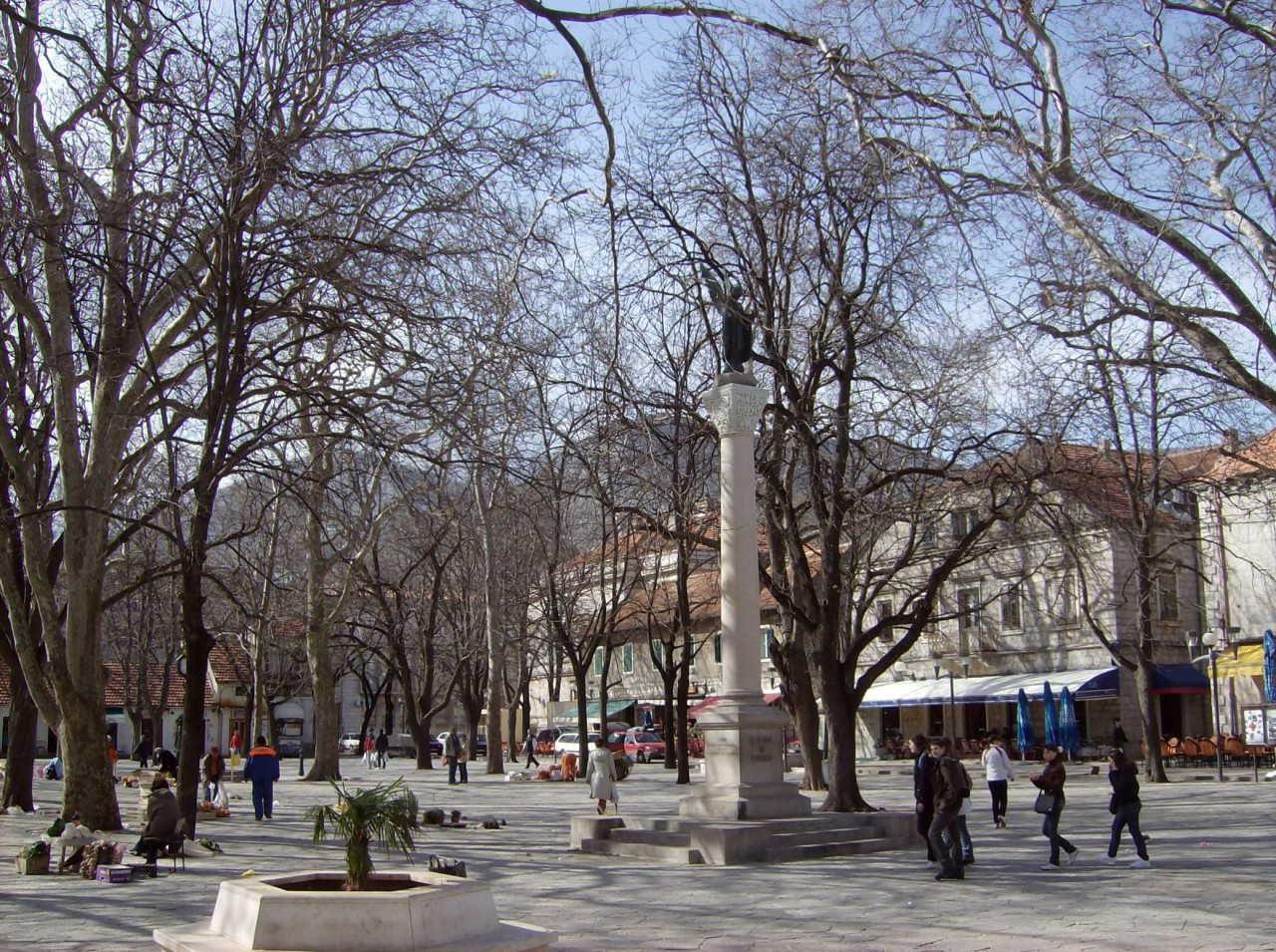
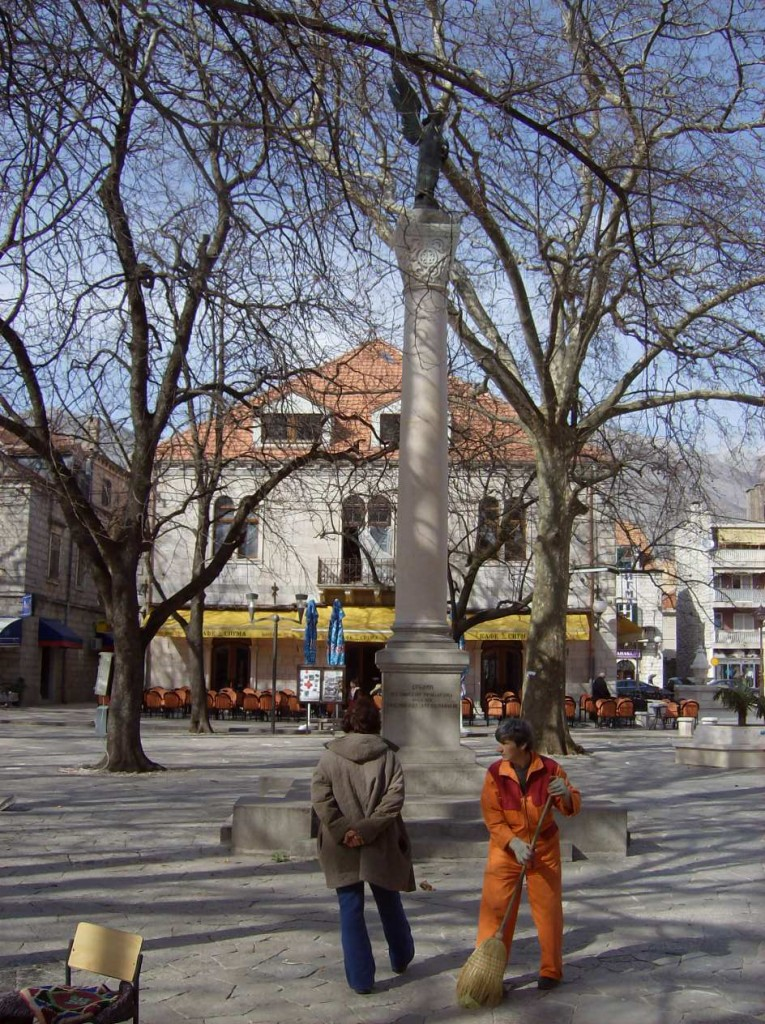
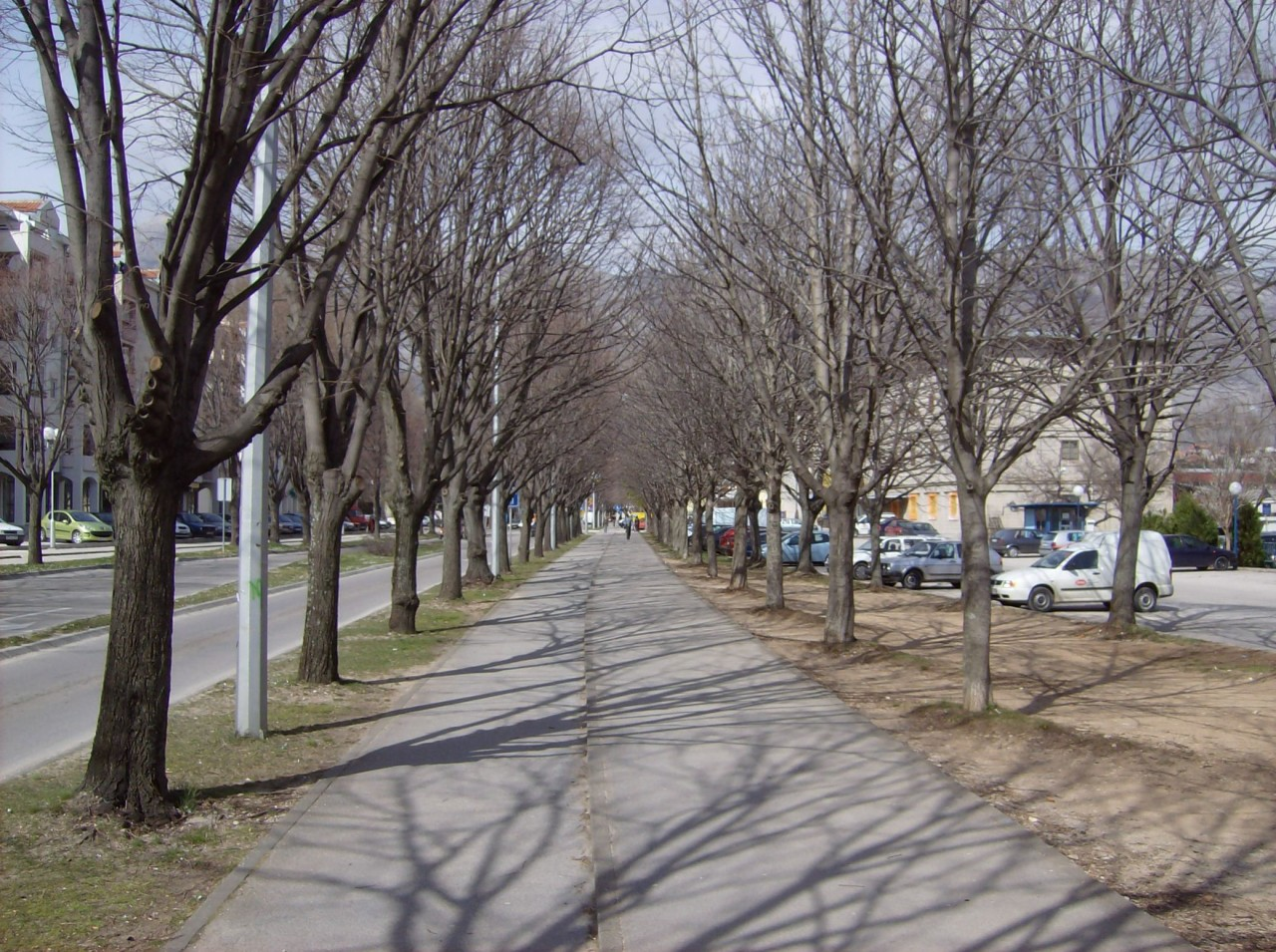
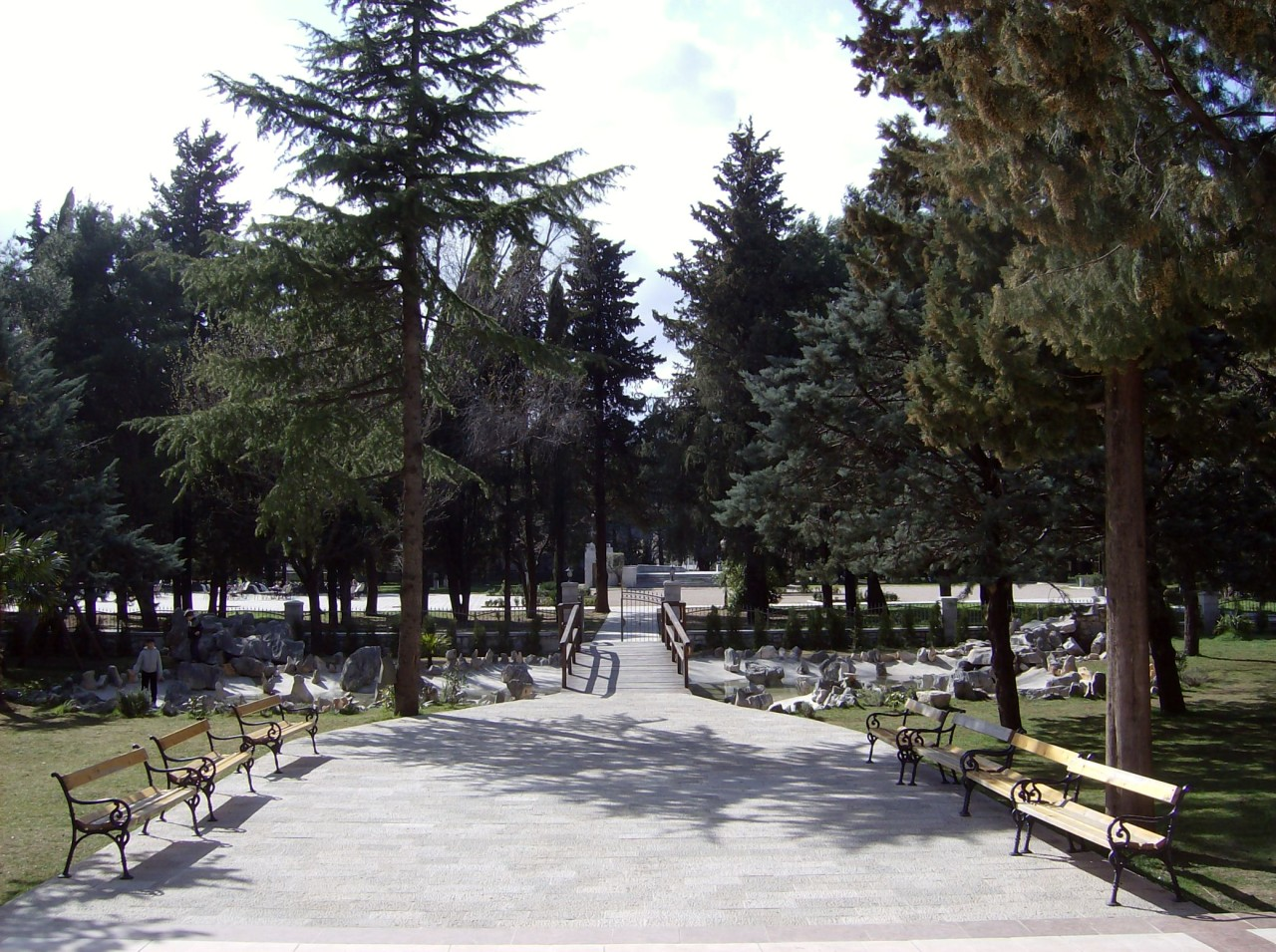
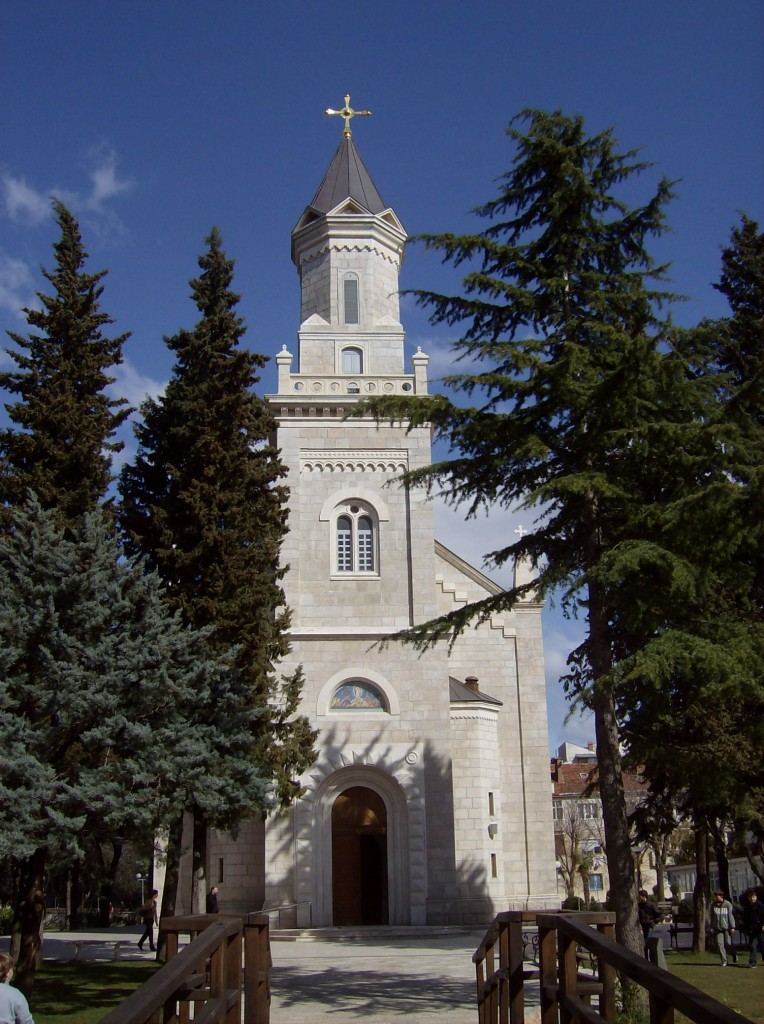
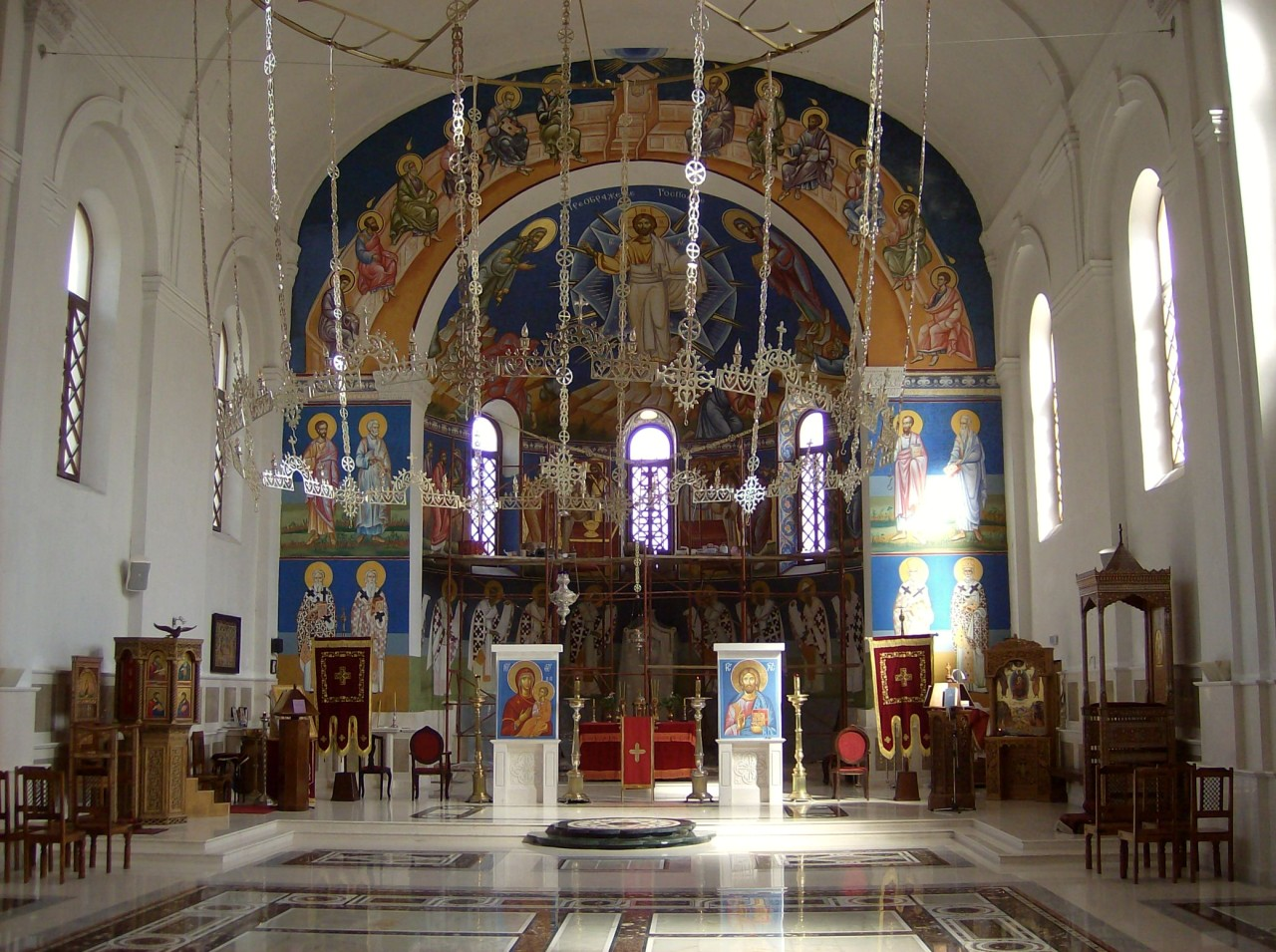
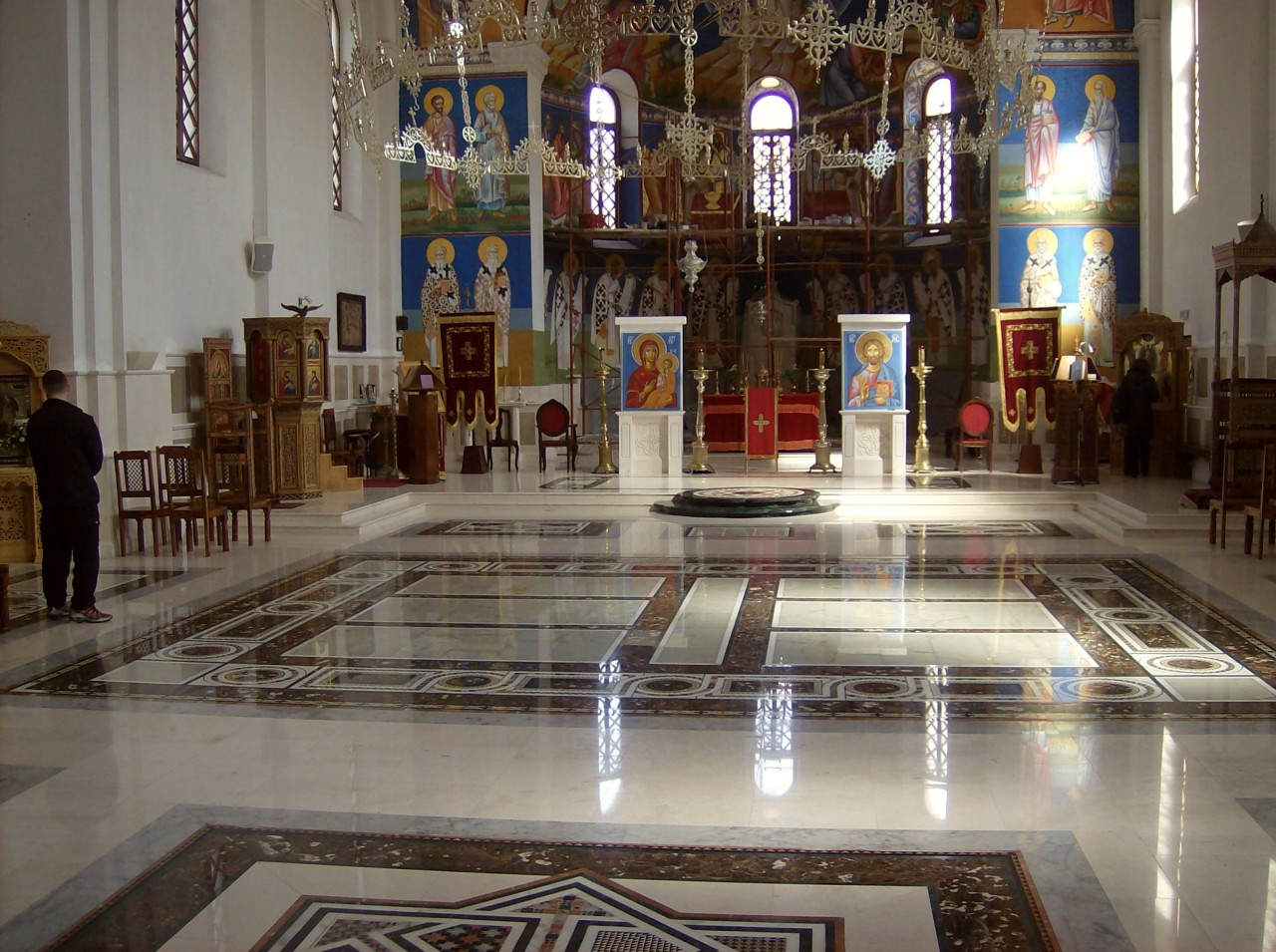
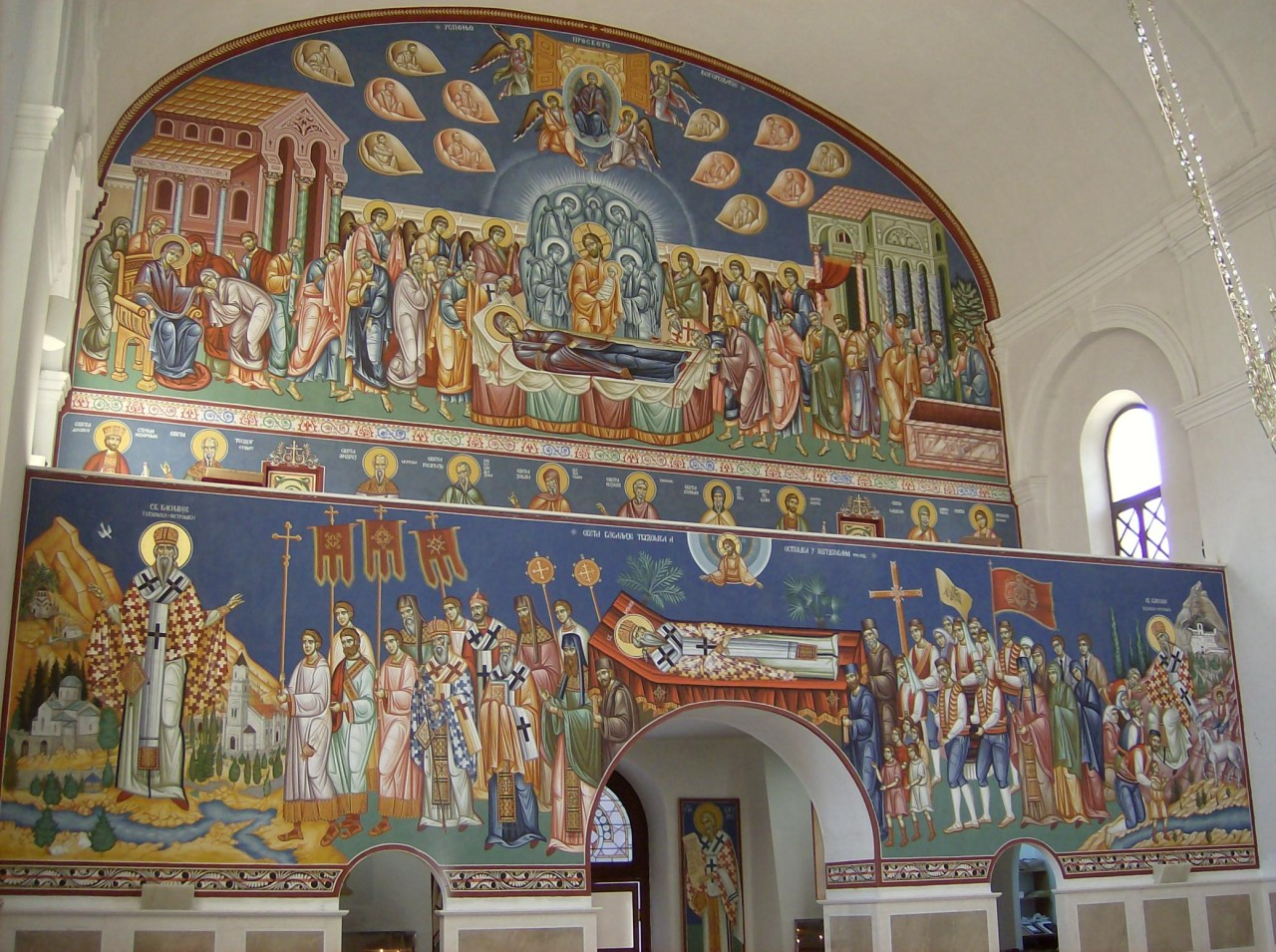
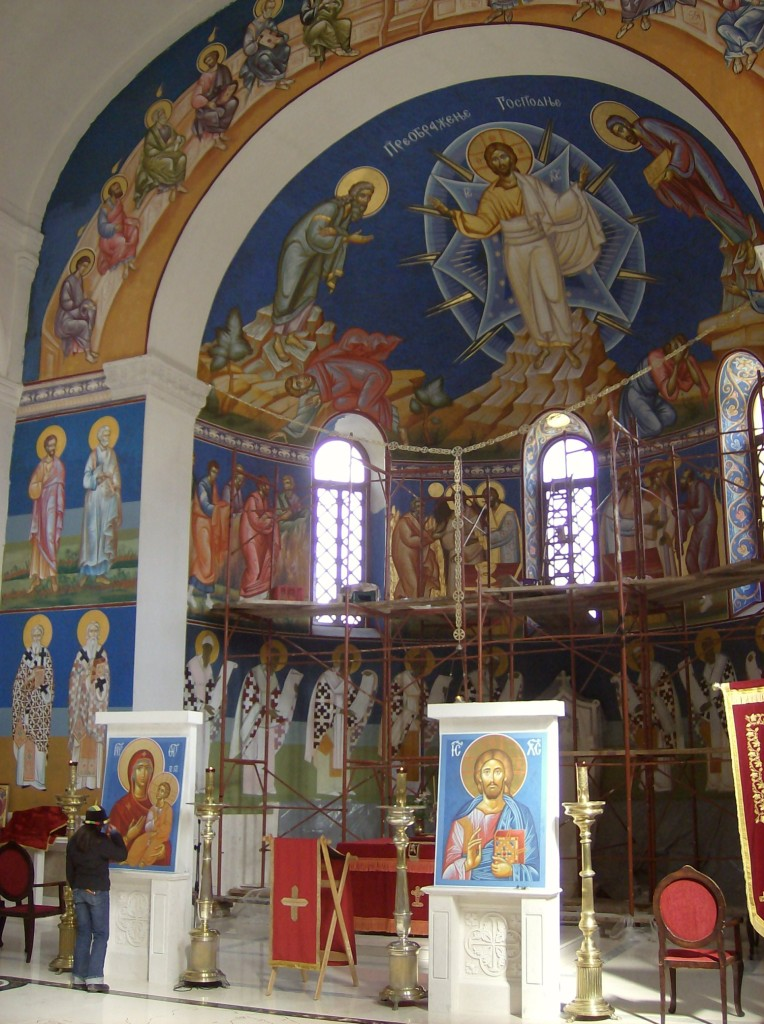
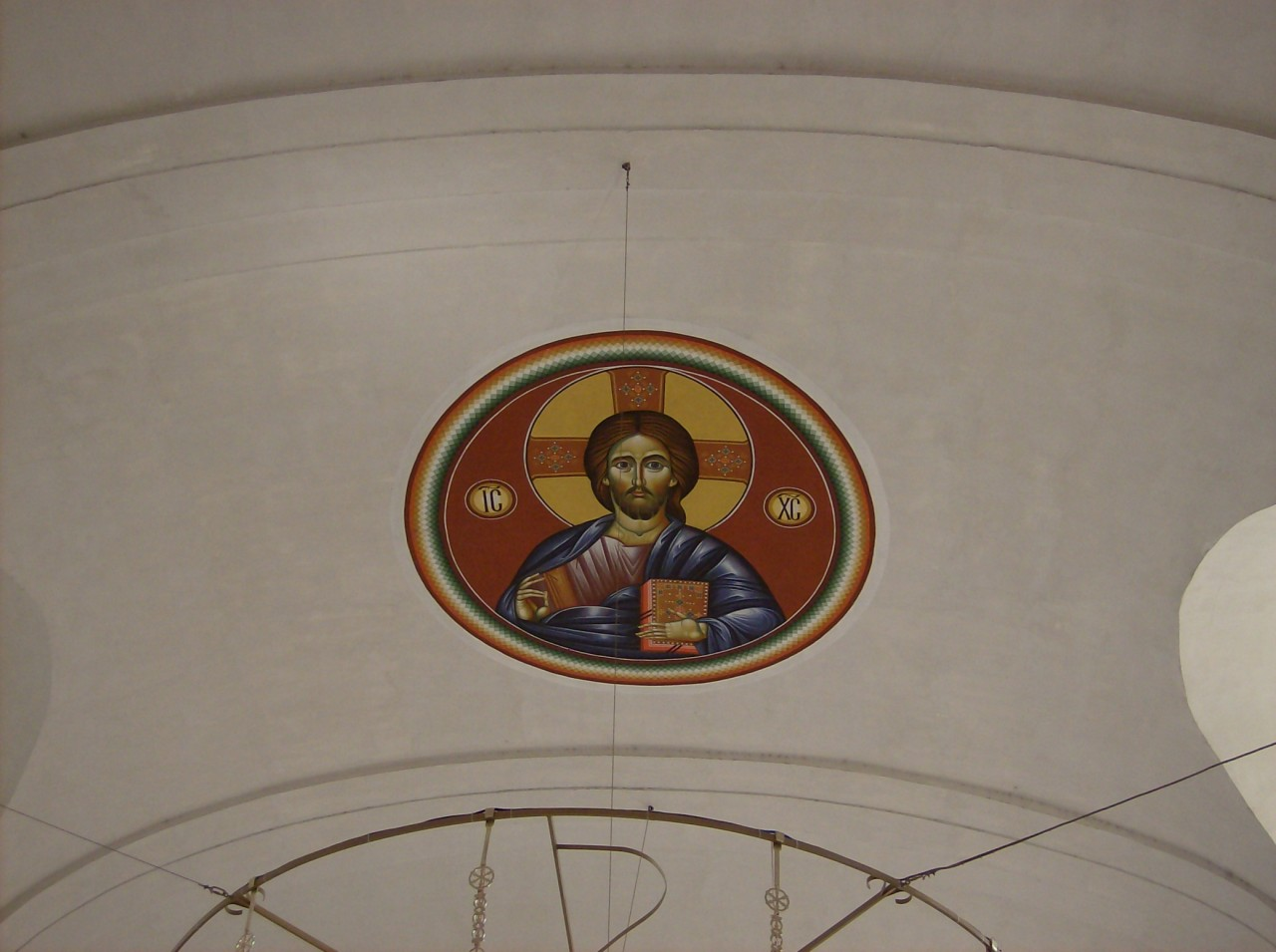
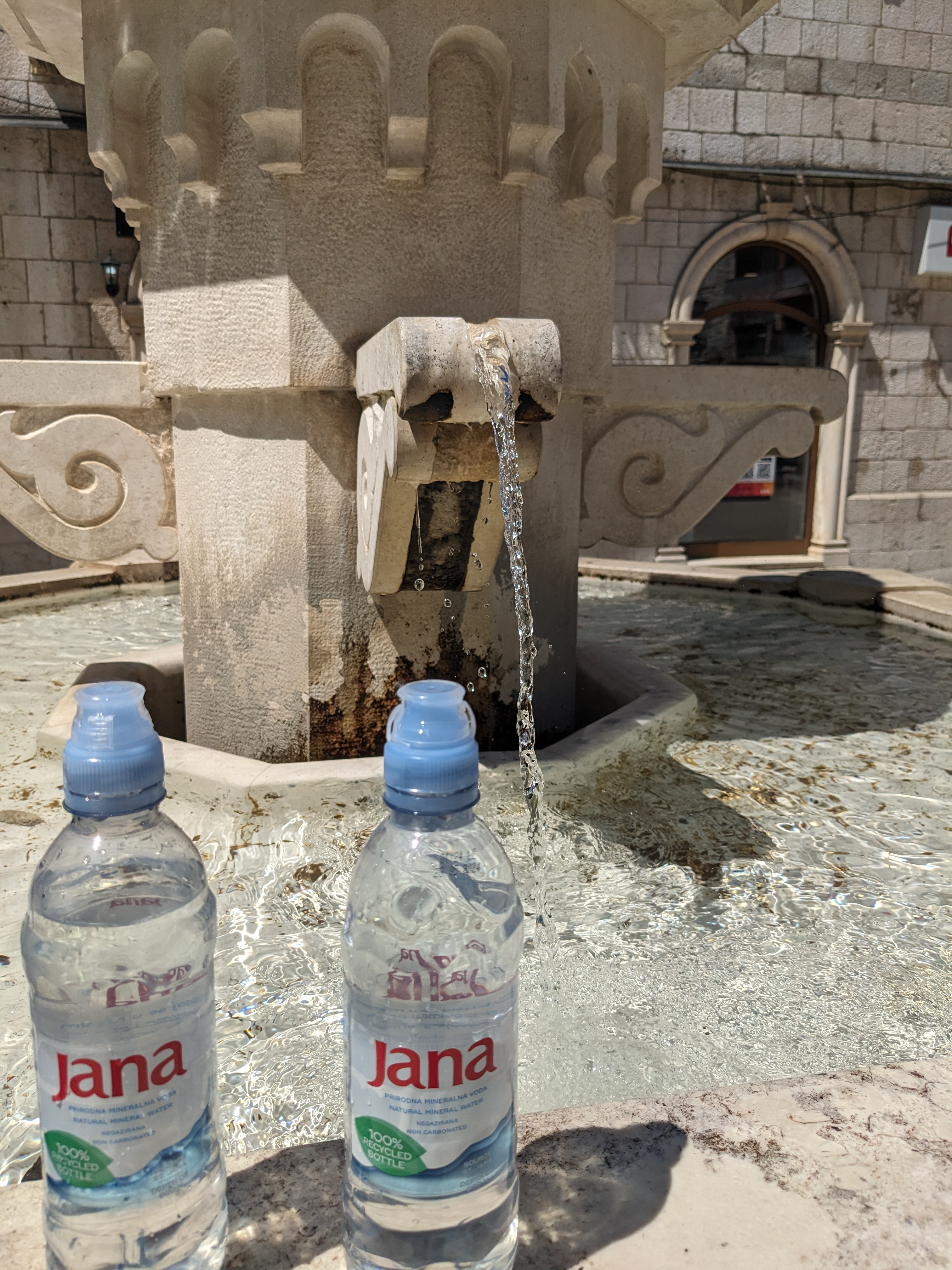
市内にある飲用可能な湧き水
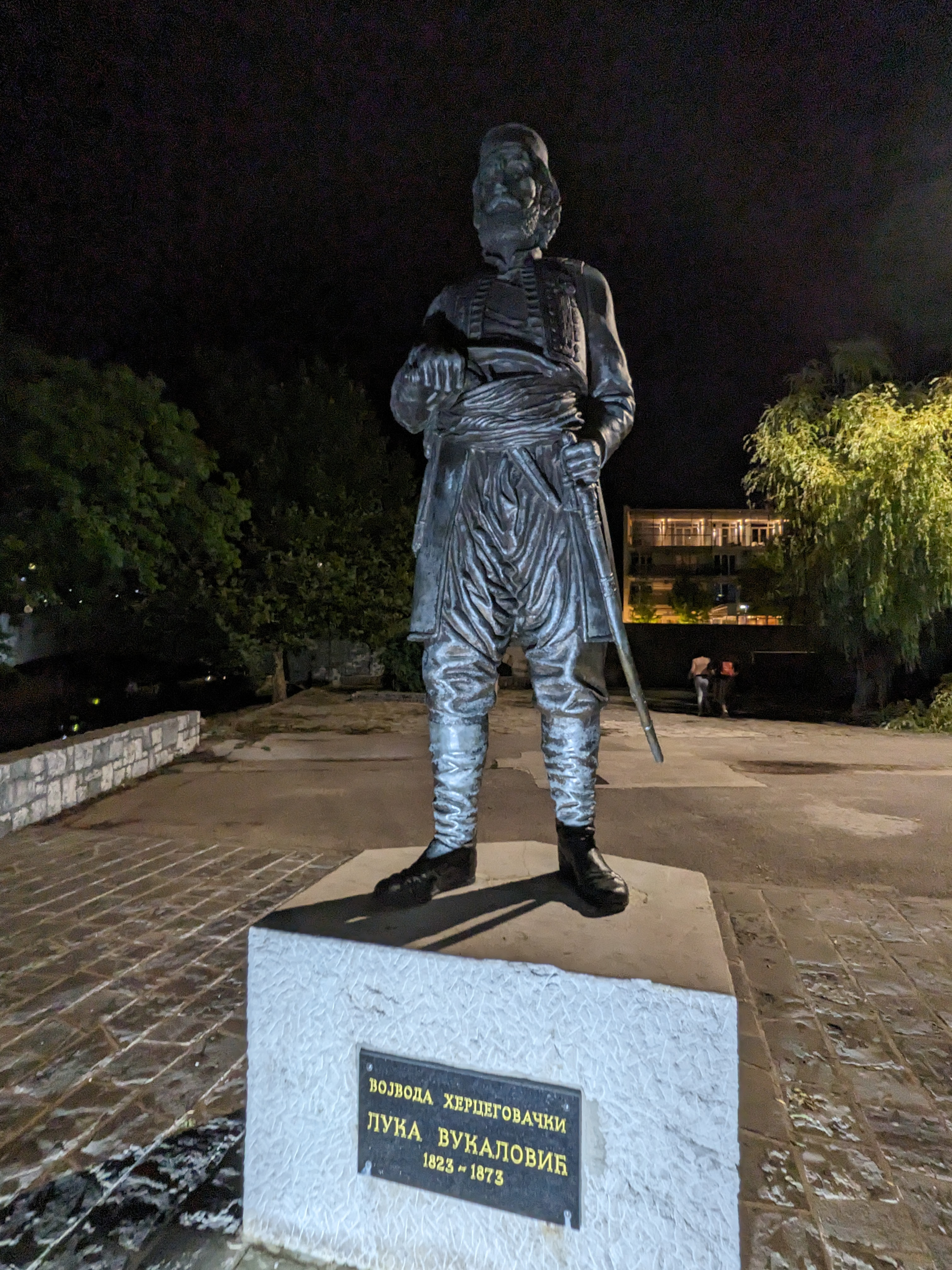
ルカ・ヴカロヴィッチ（セルビア・クロアチア語版）像